# Schachen (Ottobeuren)
Schachen ist ein Ortsteil des oberschwäbischen Marktes Ottobeuren im Landkreis Unterallgäu.

## Geografie
Der Weiler Schachen liegt etwa drei Kilometer westlich von Ottobeuren. Der Ort ist mit dem Hauptort über eine Landstraße verbunden.

## Geschichte

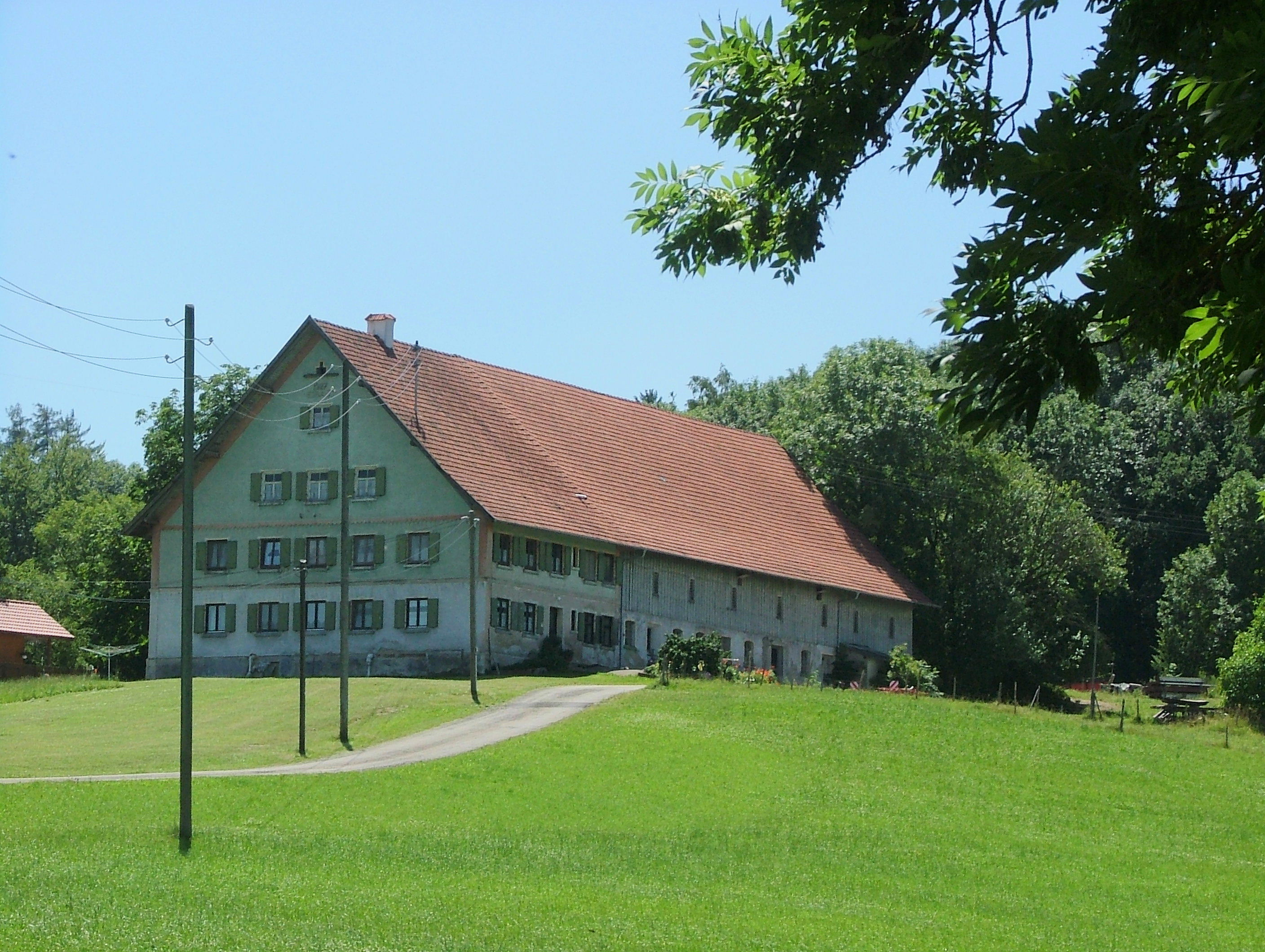
Schachen 2010

Im Jahre 1449 ist ein Streit zwischen dem Schachenhof und der Eymühle in den Akten vermerkt. Es ging um die sogenannte große Mahd, die zwischen Benningen und Herbishofen lag. 1479 war Ludwig von Rothenstein Besitzer von Schachen. Kurz darauf kam der Weiler in den Besitz des Klosters Ottobeuren. In Schachen gibt es ein kleines Elektrizitätswerk, das früher Schachen, Brüchlins, Wolferts und Niebers mit Strom versorgte. Der Schachenweiher dient der Bevölkerung in der Umgebung als Ausflugsziel und Badesee. 
Bei der Volkszählung 1961 hatte der Ort 31 Einwohner. Schachen gehörte zur Gemeinde Haitzen und wurde mit dieser am 1. Januar 1972 im Zuge der Gebietsreform in Bayern in den Markt Ottobeuren eingegliedert.